# Schneidermändle
Schneidermändle ist ein Weiler auf der Gemarkung Haidgau von Bad Wurzach im Landkreis Ravensburg.

## Lage
Schneidermändle liegt auf dem Haisterkircher Rücken im Naturraum Riß-Aitrach-Platten (Naturraum-Nr. 41), welcher Teil der Großlandschaft Donau-Iller-Lech-Platte (Großlandschaft-Nr. 4) ist.
Geografisch befindet sich Schneidermändle etwa:
- 75 m östlich des Ortsrands von Ehrensberg
- 300 m östlich von Weberlis
- 400 m südlich von Winkelbauren
- 1,3 km westlich des Ortskerns von Haidgau
- 2 km südöstlich von Haisterkirch[3]

Der Weiler liegt zudem im Gewässereinzugsgebiet der Osterhofer Ach. Etwa 50 m östlich von Schneidermändle beginnt das Einzugsgebiet der Aitrach.

## Verkehrsanbindung
Schneidermändle ist über einen Gemeindeverbindungsweg erreichbar, welcher von der L 300 in Haidgau nach Ehrensberg führt.

### Öffentlicher Personennahverkehr
Die nächstgelegene Bushaltestelle befindet sich etwa 450 m südöstlich in Ehrensberg. Der nächste Bahnhaltepunkt ist in Bad Waldsee. Dieser ist mit dem Auto 6,9 km entfernt. Mit dem Fahrrad gelangt man über einen teilweise geschotterten Weg nach 6,5 km dorthin oder über eine asphaltierte Strecke nach 7,6 km.

### Radverkehr
In Schneidermändle selbst gibt es weder Rad- noch Gehwege. Der nächste Anschluss an das Radnetz BW ist bei Haisterkirch. Die Strecke dorthin beträgt etwa 2,4 km, wobei 3 Höhenmeter bergauf und 89 Höhenmeter bergab zu überwinden sind.